# Gauliga Danzig-Westpreußen 1942/43
Die Gauliga Danzig-Westpreußen 1942/43 (offiziell: Gauklasse Danzig-Westpreußen 1942/43) war die dritte Spielzeit der Gauliga Danzig-Westpreußen des Fachamtes Fußball. Die Gaumeisterschaft, welche im Rundenturnier ausgetragen wurde, gewann die SG Neufahrwasser mit einem Punkt Vorsprung vor dem LSV Danzig und qualifizierte sich somit für die deutsche Fußballmeisterschaft 1942/43. Nachdem Neufahrwasser in der ersten Runde dem VfB Königsberg auswärts mit 1:3 unterlag, war die Mannschaft eigentlich bereits ausgeschieden. Königsberg erreichte das Achtelfinale, welches mit 5:1 gewonnen werden konnte und qualifizierte sich für das Viertelfinale. Für dieses wurden die Königsberger jedoch ausgeschlossen, da diese im Spiel gegen Neufahrwasser einen nicht spielberechtigten Akteur eingesetzt hatten. Der SV Neufahrwasser profitierte von dieser Entscheidung und durfte somit, anstelle Königsberg, am Viertelfinale teilnehmen. Gegner war der spätere Deutsche Fußballmeister Dresdner SC und der SV Neufahrwasser verlor nur 0:4, welches angesichts des Abschneidens der anderen Vereine aus der Gauliga Danzig-Westpreußen bei den deutschen Fußballmeisterschaften als Erfolg zu sehen ist.
Bereits während der Saison zogen sich Titelverteidiger HSV Unteroffiziersschule Marienwerder sowie die SG OrPo Danzig und der SC Wacker Schidlitz aus der Liga zurück.

## Kreuztabelle
| 1942/43                               | SG Neufahrwasser |     | SV Thorn | SC Preußen Danzig | Bromberger SG | SV Viktoria Elbing | BuEV Danzig | Post-SG Danzig | SC Wacker Schidlitz | SG OrPO Danzig | HUS Marienwerder |
| ------------------------------------- | ---------------- | --- | -------- | ----------------- | ------------- | ------------------ | ----------- | -------------- | ------------------- | -------------- | ---------------- |
| SG Neufahrwasser                      |                  | 3:5 | 4:2      | 2:1               | 4:2           | 5:1                | 4:0         | 3:1            | 1:0                 | 2:2            |                  |
| LSV Danzig                            | 2:3              |     | 3:2      | 7:2               | 5:0           | +0:0 a             | 3:1         | 8:1            | 6:0                 | 11:1           |                  |
| SV Thorn                              | 2:1              | 3:5 |          | 0:0+ b            | 3:0           | 0:0+ c             | +0:0 d      | 7:1            | 7:4                 |                |                  |
| SC Preußen Danzig                     | 1:3              | 1:3 | 6:2      |                   | 2:2           | 2:0                | 6:2         | 2:1            | +0:0                | 3:1            | +0:0             |
| Bromberger SG                         | 0:0+ e           | 2:1 | 3:5      | 2:4               |               | 5:4                | +0:0 f      | 3:0            | 2:0                 | 9:0            | 4:1              |
| SV Viktoria Elbing                    | 4:4              | 1:5 | 5:2      | 4:2               | 1:2           |                    | 2:0         | 3:4            | 2:2                 | 3:3            |                  |
| BuEV Danzig                           | 0:0+ g           | 2:1 | 0:0+ h   | +0:0 i            | 0:0+ j        | +0:0 k             |             | 2:1            | 2:1                 | 2:1            |                  |
| Post-SG Danzig                        | 3:5              | 0:2 | 5:7      | 3:3               | +0:0 l        | 2:7                | 2:6         |                | 1:1                 |                |                  |
| SC Wacker Schidlitz                   | 1:17             | 4:9 | 0:0+     | 2:9               | 0:1           | 0:0+               | 1:8         | 1:8            |                     | 3:1            | +0:0             |
| SG OrPo Danzig                        |                  |     |          | 4:0               |               |                    |             | 2:2            |                     |                | 3:0              |
| HSV Unteroffiziersschule Marienwerder | 0:0+             | 0:1 | 1:3      | 0:10              |               | 2:3                | 3:2         | 2:1            |                     | 0:0+           |                  |

## Abschlusstabelle
| Pl. | Verein                                      | Sp. | S  | U | N  | Tore    | Quote | Punkte |
| --- | ------------------------------------------- | --- | -- | - | -- | ------- | ----- | ------ |
| 1.  | SG Neufahrwasser                            | 14  | 11 | 1 | 2  | 041:240 | 1,71  | 23:50  |
| 2.  | LSV Danzig (N)                              | 14  | 11 | 0 | 3  | 050:210 | 2,38  | 22:60  |
| 3.  | SV Thorn (N)                                | 14  | 7  | 0 | 7  | 035:330 | 1,06  | 14:14  |
| 4.  | SC Preußen Danzig                           | 14  | 6  | 2 | 6  | 032:310 | 1,03  | 14:14  |
| 5.  | Bromberger SG (N)                           | 14  | 6  | 1 | 7  | 021:290 | 0,72  | 13:15  |
| 6.  | SV Viktoria Elbing                          | 14  | 5  | 1 | 8  | 032:330 | 0,97  | 11:17  |
| 7.  | BuEV Danzig                                 | 14  | 5  | 0 | 9  | 013:190 | 0,68  | 10:18  |
| 8.  | Post-SG Danzig                              | 14  | 2  | 1 | 11 | 024:580 | 0,41  | 05:23  |
| 9.  | SC Wacker Schidlitz m                       | 0   | 0  | 0 | 0  | 000:000 | 1,00  | 0:0    |
| 10. | SG OrPo Danzig n                            | 0   | 0  | 0 | 0  | 000:000 | 1,00  | 0:0    |
| 11. | HSV Unteroffiziersschule Marienwerder o (M) | 0   | 0  | 0 | 0  | 000:000 | 1,00  | 0:0    |

| (M) | Titelverteidiger              |
| (N) | Aufsteiger aus den 1. Klassen |

## Aufstiegsrunde
| Pl. | Verein                                                                | Sp. | S | U | N | Tore    | Quote | Punkte |
| --- | --------------------------------------------------------------------- | --- | - | - | - | ------- | ----- | ------ |
| 1.  | Danziger SC (Sieger 1. Klasse Kreisgruppe Danzig)                     | 10  | 7 | 1 | 2 | 023:170 | 1,35  | 15:50  |
| 2.  | Post-SG Gotenhafen (Sieger 1. Klasse Kreisgruppe Zoppot/Gotenhafen)   | 10  | 7 | 0 | 3 | 038:180 | 2,11  | 14:60  |
| 3.  | SC Graudenz (Sieger 1. Klasse Kreisgruppe Graudenz/Marienwerder)      | 9   | 5 | 1 | 3 | 021:160 | 1,31  | 11:70  |
| 4.  | RSG Preußisch Stargard (Sieger 1. Klasse Kreisgruppe Dirschau/Konitz) | 9   | 2 | 2 | 5 | 016:200 | 0,80  | 06:12  |
| 5.  | Elbinger SV (Sieger 1. Klasse Kreisgruppe Elbing)                     | 8   | 2 | 1 | 5 | 009:110 | 0,82  | 05:11  |
| 6.  | Reichsbahn SG Bromberg (Sieger 1. Klasse Kreisgruppe Bromberg/Thorn)  | 10  | 2 | 1 | 7 | 012:360 | 0,33  | 05:15  |

## Relegationsspiele
| Datum                             |                                               | Gesamt |                                             | Hinspiel | Rückspiel |
| --------------------------------- | --------------------------------------------- | ------ | ------------------------------------------- | -------- | --------- |
| 15. August 1943 / 29. August 1943 | SC Graudenz (Drittplatzierter Aufstiegsrunde) | 3:7    | Post-SG Danzig (Letztplatzierter Gauklasse) | 1:3      | 2:4       |